# Saldatura TIG

Saldatura TIG

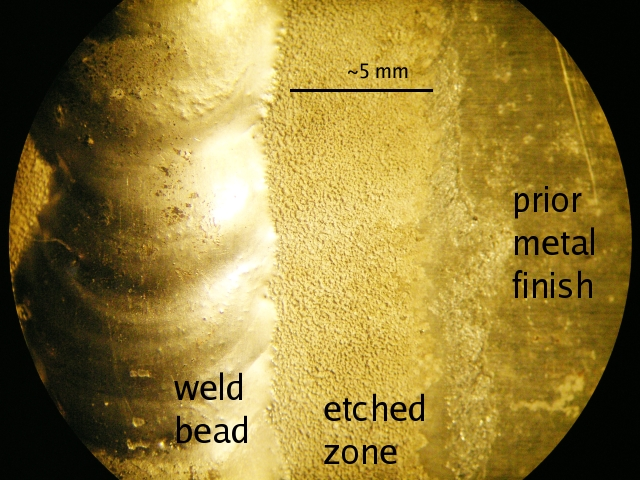
Saldatura TIG (ingrandimento).

La saldatura TIG (Tungsten Inert Gas) o GTAW (Gas Tungsten Arc Welding), secondo la terminologia AWS, è un procedimento di saldatura ad arco con elettrodo infusibile (di tungsteno), sotto protezione di gas inerte, che può essere eseguito con o senza metallo di apporto. La saldatura TIG è uno dei metodi più diffusi, fornisce giunti di elevata qualità, ma richiede operatori altamente specializzati. Questa tecnologia di saldatura fu sviluppata inizialmente per l'industria aeronautica nel corso della seconda guerra mondiale per sostituire sugli aerei i rivetti con saldature(molto più leggere a parità di resistenza).

## Linee generali del procedimento
Il procedimento si basa su una torcia in cui è inserito l'elettrodo in tungsteno, attorno a cui fluisce il gas di protezione che, attraverso un bocchello di materiale ceramico, è portato sul bagno di fusione. L'operatore muove la torcia lungo il giunto per spostare il bagno di fusione, posizionando l'elettrodo infusibile di tungsteno a una distanza massima di qualche millimetro e mantenendo stabile tale distanza. Si deve assolutamente evitare che l'elettrodo entri in contatto diretto con il pezzo da saldare, altrimenti la bacchetta di tungsteno si "attacca" al giunto e si interrompe la saldatura. Nel caso che sia richiesto materiale d'apporto, contemporaneamente si sposta la bacchetta del materiale in modo tale da tenerla costantemente con l'estremità entro l'arco e comunque sotto la protezione del gas. L'attrezzatura per effettuare una saldatura TIG, quindi, è composta da:
- Generatore di corrente (Welding machine)
- Torcia composta da:
  - Elettrodo di tungsteno (Tungsten electrode)
  - Bocchello di alimentazione del gas di protezione (Gas passage)
  - Guaina isolante (Insulating sheath)
  - Cavo elettrico (Electrical conductor)
  - Supporto elettrodo (Electrode holder)

- Bombola del gas di protezione (Inert gas supply)
- Eventuale bacchetta di metallo d'apporto

Esiste anche la saldatura TAG, poco utilizzata dalle industrie per il suo costo molto alto.
Uno dei principali vantaggi di questa tecnologia è che l'apporto di materiale nel bagno di saldatura è indipendente dall'apporto termico nella saldatura, a differenza di quanto accade nelle saldature a filo o a elettrodo consumabile. Questo procedimento può essere automatizzato: sotto questo aspetto è largamente usato per la produzione di tubi saldati partendo da nastro metallico e per la saldatura dei tubi alle piastre tubiere degli scambiatori di calore.
Il procedimento TIG è particolarmente indicato quando devono essere saldati piccoli spessori di materiale, a partire da pochi decimi di millimetro, tuttavia non è possibile saldare spessori superiori a qualche millimetro (2~3 mm per gli acciai) con una singola passata (perciò, in generale, non si usa per saldare spessori superiori a 5~6 mm). Quindi, considerando la bassa produttività, spesso viene usato per effettuare la prima passata di un giunto, mentre il riempimento viene effettuato successivamente con procedimenti a produttività più elevata. Date le sue caratteristiche, il procedimento può essere utilizzato in qualsiasi posizione e può essere usato per saldature continue o per saldature a punti. Non è consigliabile l'uso di questo procedimento in luoghi aperti, dato che anche un vento leggero può disperdere il gas di protezione.
La saldatura TIG è impiegata anche in ambito iperbarico, per la realizzazione di saldature subacquee con l'ausilio di apposite camere/bolle di saldatura riempite di miscele gassose a base di elio.

Postazione per saldatura TIG. vedi nel testo il significato delle scritte

## Gli elettrodi
Gli elettrodi, dovendo essere di un materiale capace di resistere alle temperature dell'arco elettrico, sono, ormai da molti anni, solo in tungsteno o sue leghe. Ai primordi di questa tecnologia (anni quaranta) venivano usati anche elettrodi di grafite. Il tungsteno, oltre ad avere caratteristiche termiche e meccaniche migliori, è preferito per il suo elevato potere termoelettrico (capacità di emettere elettroni ad elevata temperatura), che stabilizza l'arco. Al contempo, però, il tungsteno è molto fragile e una caduta accidentale dalla mano dell'operatore può provocare una rottura dell'elettrodo in due o più pezzi. Per aumentare il potere termoelettrico del W, talvolta gli elettrodi sono legati con piccole percentuali (1-2%, alcuni 4%) di ossido di Th (elettrodi toriati), o, per ridurre i rischi dovuti alla radioattività del torio, con ossidi di terre rare (La, Ce, Y, Zr).
Gli elettrodi possono essere trovati in commercio in diversi diametri da 0,25 a 6,4 mm. In genere sono utilizzati in corrente continua (cc), polarità diretta (pd), cioè con il polo positivo sul pezzo. L'uso della polarità inversa (pi), cioè con il polo negativo sul pezzo, è utilizzato per la saldatura di metalli leggeri (Al e Mg) o quando è importante la stabilità dell'arco. Tuttavia, dato che la ccpi fornisce meno energia al bagno, quindi richiede correnti d'arco più elevate, spesso è preferibile sostituirla con la saldatura in corrente alternata (ca), che può essere simmetrica o dissimmetrica.
L'elettrodo, prima di essere utilizzato in ccpd, deve essere affilato perché la punta assuma una forma conica, con un'altezza del cono circa 1,5 volte il diametro: in questo modo si aumenta la sua capacità di emettere elettroni e si indirizza più facilmente questi ultimi sul punto che si vuole saldare, quindi si ottiene un buon riscaldamento del bagno anche con correnti relativamente basse. Invece in ccpi si deve tendere a far assumere all'elettrodo una forma piatta (e, naturalmente, per questi usi si evita di usare elettrodi toriati), proprio per limitare l'emissione di elettroni, che richiederebbero una maggiore tensione a parità di corrente d'arco.

## I gas di protezione
Generalmente il gas di protezione viene immesso su entrambe le facce del giunto (naturalmente se questo è accessibile su entrambi i lati), mentre sulla faccia dove si trova il bagno (al dritto) il gas è portato direttamente dalla torcia, sull'altra faccia (al rovescio) viene insufflato in condizioni controllate, in modo da assicurare una protezione dall'ossidazione anche alla radice della saldatura.
I gas usati più comunemente sono Ar o He, usati separatamente o in miscele. In alcune applicazioni speciali vengono usate miscele di Ar con H. In genere si preferisce Ar puro alle altre soluzioni, per i seguenti vantaggi:
- favorisce la stabilità dell'arco;
- pulizia della superficie su metalli leggeri (Al e Mg);
- costo relativamente basso;
- richiede portate più basse per fornire la stessa schermatura;
- penetrazione ridotta (particolarmente utile in saldatura manuale su bassi spessori).

L'elio viene utilizzato per la saldatura di lamiere di forte spessore (maggiore conducibilità termica, quindi maggiore penetrazione), viene usato in miscela con l'argon per bilanciare le caratteristiche dei due gas.
L'uso di idrogeno in miscela con l'argon è limitato agli acciai austenitici ed alle leghe a base di Nichel, a causa dei danni metallurgici che potrebbe portare agli acciai ferritici (cricche a freddo). Il limite pratico di concentrazione dell'idrogeno nell'argon è di circa l'8%, anche se sono state usate miscele con 1/3 idrogeno e 2/3 argon. La presenza di idrogeno nel gas di protezione aumenta l'energia trasferita dall'arco nel materiale da saldare, inoltre l'idrogeno agisce come materiale riducente, inibendo la formazione di ossidi e quindi lasciando superfici di saldatura molto pulite. Per questi motivi viene usato (quasi esclusivamente in saldatura automatica) per saldatura di tubi per impianti chimici o nucleari o di tubi a piastre tubiere.
Le portate di gas di protezione devono essere stabilite dal tecnico di saldatura, basandosi soprattutto sulla propria esperienza e su prove finalizzate al particolare lavoro ed alla particolare geometria.

## Difetti tipici della saldatura TIG
Difetto tipico di questa tecnologia, e non riportabile ad altre tecnologie, sono le inclusioni di tungsteno. L'arco deve sempre scoccare fra l'elettrodo di W ed il bagno, ma può succedere che, per un motivo qualsiasi, l'elettrodo venga a contatto con il bagno. In questo caso l'elettrodo può frammentarsi, rilasciando nel bagno delle schegge di W (Ø < 1 mm). Queste schegge hanno, di solito, una forma prismatica, con bordi fortemente angolati: ciò significa che sono inneschi per rotture fragili nella struttura del materiale saldato. Per evitare questi difetti è necessario un accurato addestramento dell'operatore.
Un difetto relativamente frequente nelle saldature TIG è la mancanza di protezione che può essere sia al dritto sia al rovescio. La mancanza di protezione si manifesta come fioriture, cioè con spot circolari ossidati sul materiale. Questi difetti possono essere evitati effettuando prove appropriate prima di effettuare la saldatura.
Altri difetti riscontrabili in queste saldature sono porosità, mancanze di fusione o cricche: tali difetti devono essere evitati effettuando accurate prove di qualifica del procedimento.